# Too Low for Zero Tour
Too Low for Zero Tour – krótka trasa koncertowa Eltona Johna z 1984 r. mająca na celu promowanie płyty artysty pod tytułem Too Low for Zero. Obejmowała ona łącznie 24 koncerty, z czego 22 w Oceanii i 2 w Hongkongu.

## Program koncertów
1. "Tiny Dancer"
2. "Hercules"
3. "Rocket Man"
4. "Daniel"
5. "Teacher I Need You"
6. "Candle in the Wind"
7. "The Bitch Is Back"
8. "Don't Let the Sun Go Down on Me"
9. "Island Girl"
10. "Bennie and the Jets"
11. "Sorry Seems to Be the Hardest Word"
12. "Philadelphia Freedom"
13. "Blue Eyes"
14. "I Guess That's Why They Call It the Blues"
15. "Crystal"
16. "Kiss the Bride"
17. "One More Arrow"
18. "Too Low for Zero"
19. "I'm Still Standing"
20. "Your Song"
21. "Saturday Night’s Alright for Fighting"
22. "Goodbye Yellow Brick Road"
23. "Crocodile Rock"
24. "Pinball Wizard"
25. "Song for Guy"

## Lista koncertów

### Oceania

#### Nowa Zelandia
- 19 lutego – Christchurch, Addington Showgrounds
- 22 lutego – Wellington, Athletic Park
- 25 lutego – Auckland, Mount Smart Stadium

#### Australia
- 1, 2 i 3 marca – Melbourne, Melbourne Entertainment Centre
- 6 i 7 marca – Perth, Perth Entertainment Centre
- 9 marca – Adelaide, Memorial Drive Park
- 12, 13 i 14 marca – Brisbane, Brisbane Festival Hall
- 16, 17, 19, 20, 21, 22, 24 i 25 marca – Sydney, Sydney Entertainment Centre

### Azja
- 30 i 31 marca – Hongkong, Chiny – Hong Kong Coliseum